# Llista de topònims de Conesa
Llista de topònims (noms propis de lloc) del municipi de Conesa, a la Conca de Barberà
Informació actualitzada per un bot. Els canvis manuals es perdran quan s'actualitzi!

## cabana
| imatge | Nom                       | Ubicat a | instància de | Detalls | coordenades                                                         | Protecció | Commons (més fotos) | Dades a WD                    |
| ------ | ------------------------- | -------- | ------------ | ------- | ------------------------------------------------------------------- | --------- | ------------------- | ----------------------------- |
|        | barraca del Mílio         | Conesa   | cabana       |         | 41° 31′ 10″ N, 1° 19′ 00″ E / 41.5193744305601°N,1.31670586702323°E |           |                     | Modifica les dades a Wikidata |
|        | era del Duc               | Conesa   | cabana       |         | 41° 30′ 47″ N, 1° 18′ 00″ E / 41.5129694744163°N,1.30010744571962°E |           |                     | Modifica les dades a Wikidata |
|        | era del Fuster            | Conesa   | cabana       |         | 41° 30′ 39″ N, 1° 18′ 10″ E / 41.5109482010401°N,1.30290439047954°E |           |                     | Modifica les dades a Wikidata |
|        | era del Sant              | Conesa   | cabana       |         | 41° 30′ 45″ N, 1° 17′ 55″ E / 41.5125767677995°N,1.29852397589191°E |           |                     | Modifica les dades a Wikidata |
|        | era del Solàs             | Conesa   | cabana       |         | 41° 30′ 48″ N, 1° 17′ 54″ E / 41.5132212936565°N,1.29825544651085°E |           |                     | Modifica les dades a Wikidata |
|        | pallissa de Cal Muntanyès | Conesa   | cabana       |         | 41° 30′ 43″ N, 1° 18′ 32″ E / 41.5119570924826°N,1.30902528543433°E |           |                     | Modifica les dades a Wikidata |
|        | pallissa de l'Esquerrer   | Conesa   | cabana       |         | 41° 30′ 42″ N, 1° 16′ 18″ E / 41.5117600809847°N,1.2715479029195°E  |           |                     | Modifica les dades a Wikidata |
|        | pallissa del Cisco        | Conesa   | cabana       |         | 41° 30′ 26″ N, 1° 17′ 47″ E / 41.507123699454°N,1.29643813004456°E  |           |                     | Modifica les dades a Wikidata |
|        | pallissa del Telesfor     | Conesa   | cabana       |         | 41° 30′ 28″ N, 1° 17′ 41″ E / 41.5077818612599°N,1.29465949340246°E |           |                     | Modifica les dades a Wikidata |

## casa
| imatge | Nom           | Ubicat a | instància de | Detalls                             | coordenades                                                                                     | Protecció | Commons (més fotos) | Dades a WD                    |
| ------ | ------------- | -------- | ------------ | ----------------------------------- | ----------------------------------------------------------------------------------------------- | --------- | ------------------- | ----------------------------- |
|        | Ca l'Escarola | Conesa   | casa         | Estil: arquitectura modernista      | 41° 31′ 08″ N, 1° 17′ 31″ E / 41.518883°N,1.291899°E ca:Carrer de la Muralla / Carrer Major, 14 |           |                     | Modifica les dades a Wikidata |
|        | Casa Segarra  | Conesa   | casa         | Estil: arquitectura modernista 1918 | 41° 31′ 08″ N, 1° 17′ 30″ E / 41.51887°N,1.29173°E ca:carrer Major, 14 695 msnm                 |           |                     | Modifica les dades a Wikidata |

## castell
| imatge | Nom                 | Ubicat a | instància de | Detalls                                   | coordenades                                                                     | Protecció                                            | Commons (més fotos) | Dades a WD                    |
| ------ | ------------------- | -------- | ------------ | ----------------------------------------- | ------------------------------------------------------------------------------- | ---------------------------------------------------- | ------------------- | ----------------------------- |
|        | Castell de Conesa   | Conesa   | castell      |                                           | 41° 31′ 06″ N, 1° 17′ 29″ E / 41.518441°N,1.291484°E ca:Plaça Major, 8 699 msnm | bé d'interès cultural bé cultural d'interès nacional | Castell de Conesa   | Modifica les dades a Wikidata |
|        | Castell de Savella  | Conesa   | castell      |                                           | 41° 31′ 03″ N, 1° 14′ 47″ E / 41.5175924965018°N,1.24629829297736°E             |                                                      |                     | Modifica les dades a Wikidata |
|        | Castell de Torlanda | Conesa   | castell      | Estil: arquitectura romànica 11st century | 41° 30′ 04″ N, 1° 17′ 33″ E / 41.5010308088576°N,1.29251236995413°E 704 msnm    |                                                      | Castell de Torlanda | Modifica les dades a Wikidata |
|        | castell de Saladern | Conesa   | castell      |                                           | 41° 32′ 26″ N, 1° 14′ 45″ E / 41.5405794416089°N,1.24579710106199°E             |                                                      |                     | Modifica les dades a Wikidata |

## creu de terme
| imatge | Nom                             | Ubicat a | instància de  | Detalls                     | coordenades                                                                            | Protecció                                  | Commons (més fotos)        | Dades a WD                    |
| ------ | ------------------------------- | -------- | ------------- | --------------------------- | -------------------------------------------------------------------------------------- | ------------------------------------------ | -------------------------- | ----------------------------- |
|        | creu de terme del Portal Reial  | Conesa   | creu de terme | Estil: arquitectura gòtica  | 41° 31′ 12″ N, 1° 17′ 31″ E / 41.519972222222°N,1.2918611111111°E ca:Carrer de la Creu | bé cultural d'interès nacional             | Creu de terme de Conesa II | Modifica les dades a Wikidata |
|        | creu de terme del camí de Forès | Conesa   | creu de terme | Estil: arquitectura popular | 41° 31′ 05″ N, 1° 17′ 28″ E / 41.518194444444°N,1.2911111111111°E ca:Racó del Mossèn   | bé integrant del patrimoni cultural català | Creu de terme de Conesa I  | Modifica les dades a Wikidata |

## curs d'aigua
| imatge | Nom                 | Ubicat a | instància de | Detalls               | coordenades                                                                                               | Protecció | Commons (més fotos) | Dades a WD                    |
| ------ | ------------------- | -------- | ------------ | --------------------- | --- | --------- | ------------------- | ----------------------------- |
|        | Barranc de la Canal | Conesa   | curs d'aigua | Desemboca: riu Seniol | 41° 31′ 09″ N, 1° 19′ 09″ E / 41.519126°N,1.319202°E 41° 31′ 11″ N, 1° 17′ 31″ E / 41.519657°N,1.291864°E |           |                     | Modifica les dades a Wikidata |
|        | riu Seniol          | Conesa   | curs d'aigua | Desemboca: riu Corb   | 41° 33′ 53″ N, 1° 12′ 57″ E / 41.564861°N,1.21576°E 41° 31′ 14″ N, 1° 17′ 23″ E / 41.52067°N,1.289621°E   |           |                     | Modifica les dades a Wikidata |

## edifici
| imatge | Nom                          | Ubicat a | instància de | Detalls                 | coordenades                                                                  | Protecció                                  | Commons (més fotos)                       | Dades a WD                    |
| ------ | ---------------------------- | -------- | ------------ | ----------------------- | ---------------------------------------------------------------------------- | ------------------------------------------ | ----------------------------------------- | ----------------------------- |
|        | Casa Delmera de Santes Creus | Conesa   | edifici      |                         | 41° 31′ 06″ N, 1° 17′ 30″ E / 41.5184192062445°N,1.29163583634835°E          |                                            |                                           | Modifica les dades a Wikidata |
|        | Hospital de Sant Antoni      | Conesa   | edifici      | Estil: gòtic català     | 41° 31′ 09″ N, 1° 17′ 32″ E / 41.5193°N,1.29212°E                            | bé integrant del patrimoni cultural català | Antiga església i hospital de Sant Antoni | Modifica les dades a Wikidata |
|        | Sindicat Agrícola            | Conesa   | edifici      | Estil: noucentisme 1921 | 41° 31′ 07″ N, 1° 17′ 29″ E / 41.518577°N,1.29127°E ca:Pl. Major, 5 699 msnm | bé cultural d'interès local                | Antic Sindicat Agrícola (Conesa)          | Modifica les dades a Wikidata |

## església
| imatge | Nom                   | Ubicat a | instància de | Detalls                      | coordenades                                          | Protecció                                            | Commons (més fotos)   | Dades a WD                    |
| ------ | --------------------- | -------- | ------------ | ---------------------------- | ---------------------------------------------------- | ---------------------------------------------------- | --------------------- | ----------------------------- |
|        | Sant Pere de Sabella  | Conesa   | església     | Estil: arquitectura romànica | 41° 31′ 02″ N, 1° 14′ 49″ E / 41.517232°N,1.247031°E | bé d'interès cultural bé cultural d'interès nacional | Sant Pere de Sabella  | Modifica les dades a Wikidata |
|        | Santa Maria de Conesa | Conesa   | església     | Estil: arquitectura gòtica   | 41° 31′ 06″ N, 1° 17′ 29″ E / 41.5184°N,1.29126°E    | bé cultural d'interès local                          | Santa Maria de Conesa | Modifica les dades a Wikidata |

## masia
| imatge | Nom                   | Ubicat a | instància de | Detalls | coordenades | Protecció | Commons (més fotos)  | Dades a WD                    |
| ------ | --------------------- | -------- | ------------ | ------- | --- | --------- | -------------------- | ----------------------------- |
|        | Ca l'Ermità           | Conesa   | masia        |         | 41° 31′ 05″ N, 1° 16′ 08″ E / 41.5179185016494°N,1.26899919192639°E                                                                 |           |                      | Modifica les dades a Wikidata |
|        | Ca la Colometa        | Conesa   | masia        |         | 41° 30′ 37″ N, 1° 17′ 43″ E / 41.5102583963112°N,1.29524154550803°E                                                                 |           |                      | Modifica les dades a Wikidata |
|        | Cal Duc               | Conesa   | masia        |         | 41° 30′ 35″ N, 1° 16′ 02″ E / 41.509778206042°N,1.2673603086189°E                                                                   |           |                      | Modifica les dades a Wikidata |
|        | Cal Gallard           | Conesa   | masia        |         | 41° 30′ 36″ N, 1° 15′ 54″ E / 41.5099480593675°N,1.26486192333965°E                                                                 |           |                      | Modifica les dades a Wikidata |
|        | Cal Jaume             | Conesa   | masia        |         | 41° 30′ 35″ N, 1° 17′ 41″ E / 41.5098459590308°N,1.29476108399419°E                                                                 |           |                      | Modifica les dades a Wikidata |
|        | Cal Pati              | Conesa   | masia        |         | 41° 30′ 34″ N, 1° 17′ 47″ E / 41.50955278°N,1.29630278°E 725 msnm                                                                   |           |                      | Modifica les dades a Wikidata |
|        | Cal Pere de la Malena | Conesa   | masia        |         | 41° 30′ 07″ N, 1° 18′ 28″ E / 41.5020223781683°N,1.30779817447446°E                                                                 |           |                      | Modifica les dades a Wikidata |
|        | Canals                | Conesa   | masia        |         | 41° 30′ 43″ N, 1° 17′ 42″ E / 41.511990726267°N,1.294861779157°E                                                                    |           |                      | Modifica les dades a Wikidata |
|        | Casa Gran de Savella  | Conesa   | masia        |         | 41° 30′ 59″ N, 1° 14′ 55″ E / 41.5165008767278°N,1.24854476120635°E ca:Camí de Savella, des de Conesa 803 msnm                      |           | Casa Gran de Savella | Modifica les dades a Wikidata |
|        | Mas d'Huguet          | Conesa   | masia        |         | 41° 30′ 29″ N, 1° 19′ 08″ E / 41.50793333°N,1.31892389°E                                                                            |           |                      | Modifica les dades a Wikidata |
|        | Mas de Joanot         | Conesa   | masia        |         | 41° 30′ 34″ N, 1° 16′ 43″ E / 41.5095677354882°N,1.2785081447738°E                                                                  |           |                      | Modifica les dades a Wikidata |
|        | Mas de Modesto        | Conesa   | masia        |         | 41° 31′ 18″ N, 1° 17′ 35″ E / 41.5215396891407°N,1.2931237420111°E                                                                  |           |                      | Modifica les dades a Wikidata |
|        | Mas de Moncosí        | Conesa   | masia        |         | 41° 31′ 31″ N, 1° 15′ 00″ E / 41.5251687657894°N,1.24994096833106°E                                                                 |           |                      | Modifica les dades a Wikidata |
|        | Mas de Segarra        | Conesa   | masia        |         | 41° 30′ 45″ N, 1° 17′ 16″ E / 41.5125145166243°N,1.28765698795312°E                                                                 |           |                      | Modifica les dades a Wikidata |
|        | Mas del Borrell       | Conesa   | masia        |         | 41° 31′ 19″ N, 1° 18′ 32″ E / 41.522°N,1.30877°E                                                                                    |           |                      | Modifica les dades a Wikidata |
|        | Mas del Fabregat      | Conesa   | masia        |         | 41° 29′ 54″ N, 1° 15′ 32″ E / 41.4983725388773°N,1.25879743328486°E                                                                 |           |                      | Modifica les dades a Wikidata |
|        | Mas del Fuster        | Conesa   | masia        |         | 41° 31′ 15″ N, 1° 16′ 19″ E / 41.5207464771735°N,1.27197987017179°E                                                                 |           |                      | Modifica les dades a Wikidata |
|        | Mas del Jan           | Conesa   | masia        |         | 41° 31′ 25″ N, 1° 18′ 16″ E / 41.52366389°N,1.30455278°E                                                                            |           |                      | Modifica les dades a Wikidata |
|        | Mas del Llarg         | Conesa   | masia        |         | 41° 31′ 40″ N, 1° 17′ 59″ E / 41.5277162378886°N,1.29966145663752°E                                                                 |           |                      | Modifica les dades a Wikidata |
|        | Mas del Muntanyès     | Conesa   | masia        |         | 41° 31′ 38″ N, 1° 16′ 04″ E / 41.5270982381639°N,1.26791546410548°E                                                                 |           |                      | Modifica les dades a Wikidata |
|        | Mas del Musurt        | Conesa   | masia        |         | 41° 30′ 35″ N, 1° 17′ 35″ E / 41.5098°N,1.29309°E                                                                                   |           |                      | Modifica les dades a Wikidata |
|        | Mas del Nou           | Conesa   | masia        |         | 41° 30′ 18″ N, 1° 14′ 50″ E / 41.504967990768°N,1.2471200303884°E                                                                   |           |                      | Modifica les dades a Wikidata |
|        | Saladern              | Conesa   | masia        |         | 41° 32′ 25″ N, 1° 14′ 59″ E / 41.5402071974592°N,1.24973926770506°E                                                                 |           |                      | Modifica les dades a Wikidata |
|        | Torlanda              | Conesa   | masia        |         | 41° 30′ 04″ N, 1° 17′ 34″ E / 41.501008244304°N,1.29281248578586°E ca:Camí que surt de la carretera de Conesa a Rocafort de Queralt |           |                      | Modifica les dades a Wikidata |
|        | Torre del Margaridó   | Conesa   | masia        |         | 41° 29′ 58″ N, 1° 15′ 20″ E / 41.4993138894587°N,1.25553745608874°E                                                                 |           |                      | Modifica les dades a Wikidata |
|        | la Masieta            | Conesa   | masia        |         | 41° 30′ 50″ N, 1° 14′ 34″ E / 41.5139438897089°N,1.24270596010347°E                                                                 |           |                      | Modifica les dades a Wikidata |
|        | la Solana             | Conesa   | masia        |         | 41° 30′ 11″ N, 1° 17′ 23″ E / 41.5029997736556°N,1.28984871209702°E                                                                 |           |                      | Modifica les dades a Wikidata |

## muntanya
| imatge | Nom                     | Ubicat a                       | instància de | Detalls | coordenades                                                         | Protecció | Commons (més fotos) | Dades a WD                    |
| ------ | ----------------------- | ------------------------------ | ------------ | ------- | ------------------------------------------------------------------- | --------- | ------------------- | ----------------------------- |
|        | Muntanya de l'Ermità    | Conesa                         | muntanya     |         | 41° 31′ 02″ N, 1° 16′ 16″ E / 41.51719917°N,1.27117778°E 814.6 msnm |           |                     | Modifica les dades a Wikidata |
|        | Muntanya del Muntanyès  | Conesa                         | muntanya     |         | 41° 31′ 43″ N, 1° 15′ 59″ E / 41.52854722°N,1.26630833°E 848.5 msnm |           |                     | Modifica les dades a Wikidata |
|        | Pla de Maria            | Conesa                         | muntanya     |         | 41° 30′ 46″ N, 1° 15′ 49″ E / 41.51279167°N,1.26364167°E 894 msnm   |           |                     | Modifica les dades a Wikidata |
|        | Punta de l'Agulla       | Conesa                         | muntanya     |         | 41° 31′ 15″ N, 1° 14′ 32″ E / 41.5208°N,1.24226°E 787.9 msnm        |           |                     | Modifica les dades a Wikidata |
|        | Tossal Rodó             | Santa Coloma de Queralt Conesa | muntanya     |         | 41° 31′ 20″ N, 1° 19′ 24″ E / 41.5221°N,1.32344°E 765.5 msnm        |           |                     | Modifica les dades a Wikidata |
|        | Tossal del Cap de Terme | Conesa                         | muntanya     |         | 41° 30′ 31″ N, 1° 17′ 24″ E / 41.50858333°N,1.29007778°E 743.8 msnm |           |                     | Modifica les dades a Wikidata |
|        | la Cogulla              | Conesa                         | muntanya     |         | 41° 31′ 20″ N, 1° 16′ 10″ E / 41.52219722°N,1.26953889°E 885.5 msnm |           |                     | Modifica les dades a Wikidata |

## Misc
| imatge | Nom                          | Ubicat a                  | instància de                                   | Detalls                                   | coordenades                                                                        | Protecció                                            | Commons (més fotos) | Dades a WD                    |
| ------ | ---------------------------- | ------------------------- | ---------------------------------------------- | ----------------------------------------- | ---------------------------------------------------------------------------------- | ---------------------------------------------------- | ------------------- | ----------------------------- |
|        | Cantallops                   | Conesa                    | vèrtex geodèsic                                | Alt: 1.2m                                 | 41° 30′ 45″ N, 1° 15′ 49″ E / 41.512522°N,1.263508°E 894.773 msnm                  |                                                      |                     | Modifica les dades a Wikidata |
|        | Conesa                       | Conesa                    | entitat singular de població capital municipal | 113 hab                                   | 41° 31′ 05″ N, 1° 17′ 28″ E / 41.51808238°N,1.29117543°E 703 msnm                  |                                                      |                     | Modifica les dades a Wikidata |
|        | La Teixonera                 | Conesa Savallà del Comtat | serra                                          |                                           | 41° 32′ 07″ N, 1° 17′ 19″ E / 41.53538889°N,1.28864167°E 852 msnm                  |                                                      |                     | Modifica les dades a Wikidata |
|        | Molí de l'Elari              | Conesa                    | molí d'aigua                                   | Estil: arquitectura popular Estat: ruïnós | 41° 31′ 51″ N, 1° 16′ 31″ E / 41.530753°N,1.275273°E                               | bé integrant del patrimoni cultural català           | Molí de l'Elari     | Modifica les dades a Wikidata |
|        | Recinte murat de Conesa      | Conesa                    | muralla urbana                                 | Estil: arquitectura popular               | 41° 31′ 10″ N, 1° 17′ 31″ E / 41.5195°N,1.29188°E ca:Carrer de la Muralla 694 msnm | bé d'interès cultural bé cultural d'interès nacional | Muralles de Conesa  | Modifica les dades a Wikidata |
|        | Sabella de l'Abadiat         | Conesa                    | despoblat                                      |                                           | 41° 30′ 59″ N, 1° 14′ 56″ E / 41.516462°N,1.248802°E                               |                                                      |                     | Modifica les dades a Wikidata |
|        | casa consistorial de Conesa  | Conesa                    | casa consistorial                              |                                           | 41° 31′ 07″ N, 1° 17′ 28″ E / 41.5186767°N,1.2911013°E                             |                                                      |                     | Modifica les dades a Wikidata |
|        | castell i vilatge de Savella | Conesa                    | assentament humà                               |                                           | 41° 31′ 03″ N, 1° 14′ 47″ E / 41.51761°N,1.24631°E 826 msnm                        |                                                      |                     | Modifica les dades a Wikidata |
|        | cementiri de Conesa          | Conesa                    | cementiri                                      |                                           | 41° 31′ 22″ N, 1° 17′ 39″ E / 41.5228620755258°N,1.29422755236607°E                |                                                      |                     | Modifica les dades a Wikidata |